# Chloroclystis heighwayi
Chloroclystis heighwayi är en fjärilsart som beskrevs av Alfred Philpott 1927. Chloroclystis heighwayi ingår i släktet Chloroclystis och familjen mätare. Inga underarter finns listade i Catalogue of Life.